# Edward Mills Purcell
Edward Mills Purcell (Taylorville, 30 de agosto de 1912 — Cambridge, 7 de março de 1997) foi um físico estadunidense.
Foi laureado com o Nobel de Física de 1952, pelo desenvolvimento de novos métodos de medição precisa do magnetismo nuclear e descobertas afins.

## Biografia

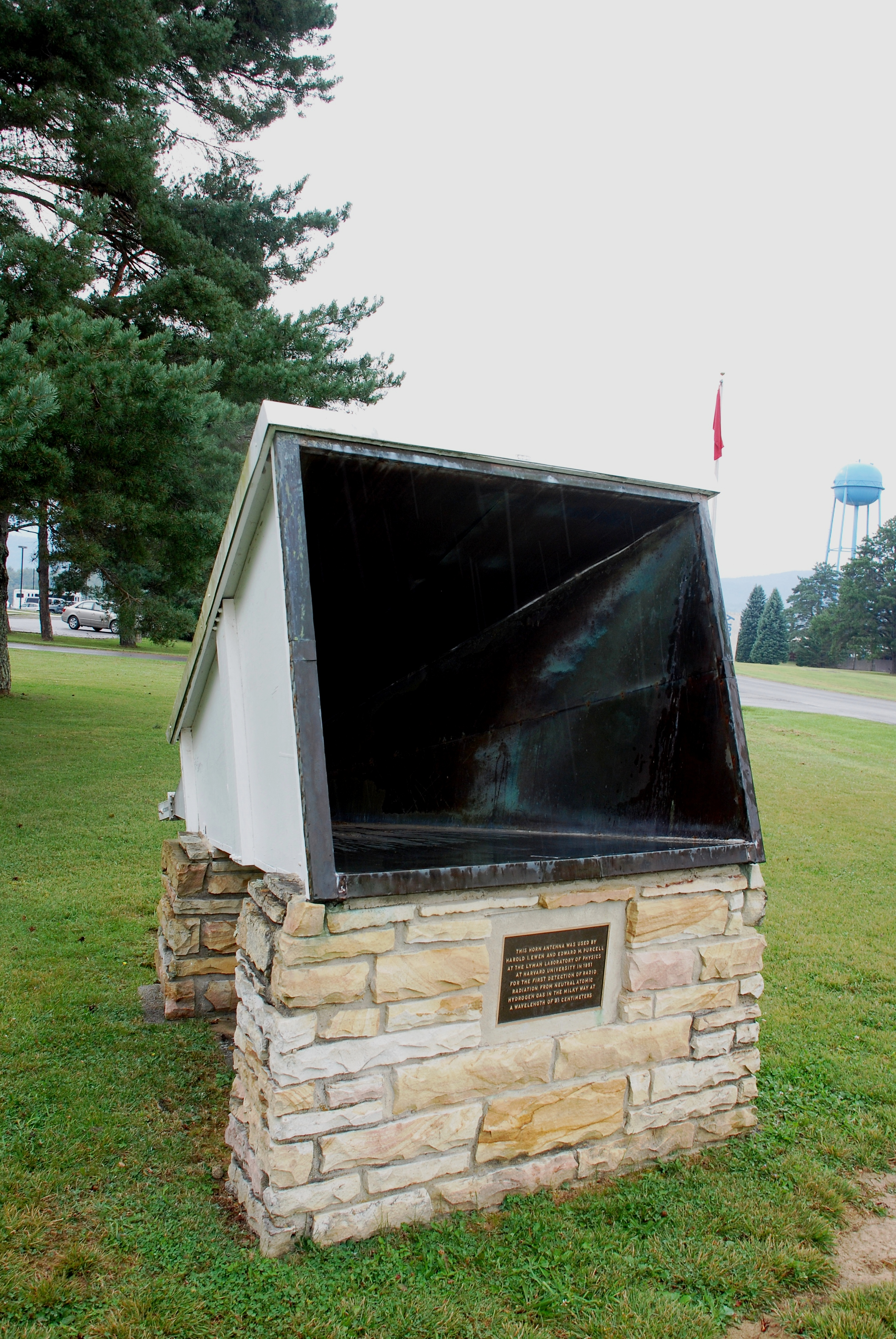
Antena criada por Edward Mills Purcell

Nascido e criado em Taylorville, Illinois, Purcell recebeu seu BSEE em engenharia elétrica da Purdue University, seguido por seu MA e Ph.D. em física pela Harvard University. Depois de passar os anos da Segunda Guerra Mundial trabalhando no Laboratório de Radiação do MIT no desenvolvimento de radares de microondas, Purcell voltou a Harvard para fazer pesquisas. Em dezembro de 1946, ele descobriu a ressonância magnética nuclear (RMN) com seus colegas Robert Pound e Henry Torrey. NMR fornece aos cientistas uma maneira elegante e precisa de determinar a estrutura química e as propriedades dos materiais, e é amplamente utilizado na física e na química. É também a base da imagem por ressonância magnética (RM), um dos avanços médicos mais importantes do século XX. Por sua descoberta de RMN, Purcell compartilhou o Prêmio Nobel de Física de 1952 com Felix Bloch da Universidade de Stanford.
Purcell também fez contribuições para a astronomia como o primeiro a detectar emissões de rádio do hidrogênio galáctico neutro (a famosa linha de 21 cm devido à divisão hiperfina), proporcionando as primeiras vistas dos braços espirais da Via Láctea. Esta observação ajudou a lançar o campo da radioastronomia, e as medições da linha de 21 cm ainda são uma técnica importante na astronomia moderna. Ele também fez contribuições seminais para a física do estado sólido, com estudos de relaxamento spin-eco, relaxamento magnético nuclear e temperatura de spin negativa (importante no desenvolvimento do laser). Com Norman F. Ramsey, ele foi o primeiro a questionar a simetria CP da física de partículas.
Purcell recebeu muitos prêmios por seu trabalho científico, educacional e cívico. Ele atuou como consultor científico dos presidentes Dwight D. Eisenhower, John F. Kennedy e Lyndon B. Johnson. Ele foi presidente da American Physical Society e membro da American Philosophical Society, da National Academy of Sciences e da American Academy of Arts and Sciences. Ele foi premiado com a Medalha Nacional de Ciência em 1979, e a Jansky Lectureship antes do Observatório Nacional de Radioastronomia.
Purcell foi o autor do texto introdutório inovador Eletricidade e magnetismo. O livro, um projeto da era Sputnik financiado por uma bolsa da NSF, foi influente por seu uso da relatividade na apresentação do assunto neste nível. A edição de 1965, agora disponível gratuitamente devido a uma condição de concessão federal, foi publicada originalmente como um volume do Curso de Física de Berkeley. O livro também está sendo impresso como uma terceira edição comercial, como Purcell e Morin. Purcell também é lembrado por biólogos por sua famosa palestra "Life at Low Reynolds Number", no qual ele explicou forças e efeitos dominantes em regimes de fluxo de limitação (muitas vezes em escala micro). Ele também enfatizou a reversibilidade no tempo de fluxos de baixo número de Reynolds com um princípio conhecido como teorema de Scallop.